# Positively 4th Street
«Positively 4th Street» — песня американского певца и музыканта Боба Дилана. Была издана отдельным синглом на лейбле Columbia Records в 1965 году.
В США достигла 7 места (в чарте Billboard Hot 100), в Великобритании 8-го (в чарте UK Singles Chart).
В 2004 году журнал Rolling Stone поместил песню «Positively 4th Street» в исполнении Боба Дилана на 203 место своего списка «500 величайших песен всех времён». В списке 2011 года песня находится на 206 месте.